# Reidar Holter
Reidar Durie Holter (Oslo, 28 de desembre de 1892 – Los Angeles, Califòrnia, Estats Units, 19 de juny de 1953) va ser un remer noruec que va competir a començaments del segle xx.
El 1912 va prendre part en els Jocs Olímpics d'Estocolm, on guanyà la medalla de bronze en la competició del quatre amb timoner, inriggers del programa de rem, formant equip amb Claus Høyer, Magnus Herseth, Frithjof Olstad i Olav Bjørnstad.